# Chyby
Chyby (polsky Chybie, německy Chybi) jsou vesnice v jižním Polsku ve Slezském vojvodství v okrese Těšín. Leží na území Těšínského Slezska v centru tzv. Žabího kraje. Spolu s obcemi Mnich, Frelichov, Záboří a Záříčí tvoří gminu Chyby. V minulosti poměrně důležité hospodářské středisko severovýchodního Těšínska spjaté původně s rybníkářstvím a později cukrovarnickým průmyslem. Železniční uzel na Severní dráze císaře Ferdinanda (trať Přerov – Ostrava – Krakov/Katovice).

## Dějiny
První zmínka o Chybech pochází z roku 1568. V listině těšínského knížete Václava III. Adama, která obsahovala potvrzení prodeje louky těšínskému měšťanovi Jakubu Frančkovi a povolení pro něj založit další rybníky, se objevilo označení Zeleny Chyb (ve smyslu „les“, „hvozd“) vztahující se k zalesněné oblasti kolem potoka Bajerka, na mapách z 19. století označované jako Wald Zeleny (zelený les).
Administrativní hranice obce byly poprvé vymezeny v 17. století. Postupná proměna místní krajiny a vývoj Chyb od 18. století souvisely s vysycháním rybníků a výstavbou na jejich místě nových domů. Pole po vyschlých rybnících tvořila v 19. století na čtvrtinu území obce. Dodnes je na podobě uliční sítě viditelný obrys dávných hrází. Protíná je císařská silnice Jasenice – Strumeň vytyčená někdy v první polovině 19. století, která se stala novou hlavní osou vesnice. V sousedních obcích, např. v Jilovnici či Drahomyšli dodnes existují početné rybníky a celá oblast je nazývána Žabí kraj. Zmíněná silnice je ve východní části vsi (směrem k Jasenici) lemována přes dvěma sty dubů, které byly v roce 1993 prohlášeny za přírodní památku.

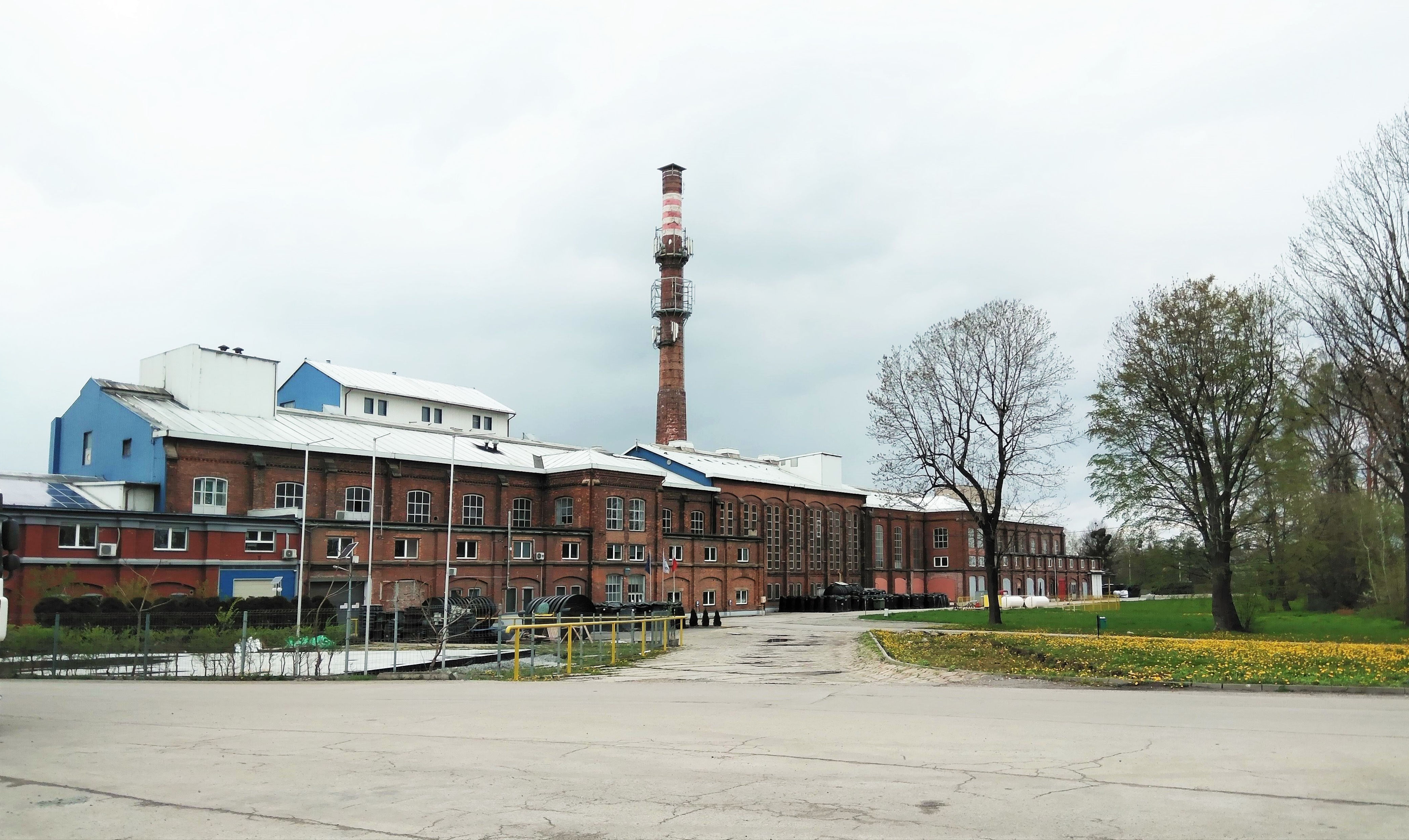
Historická budova cukrovaru

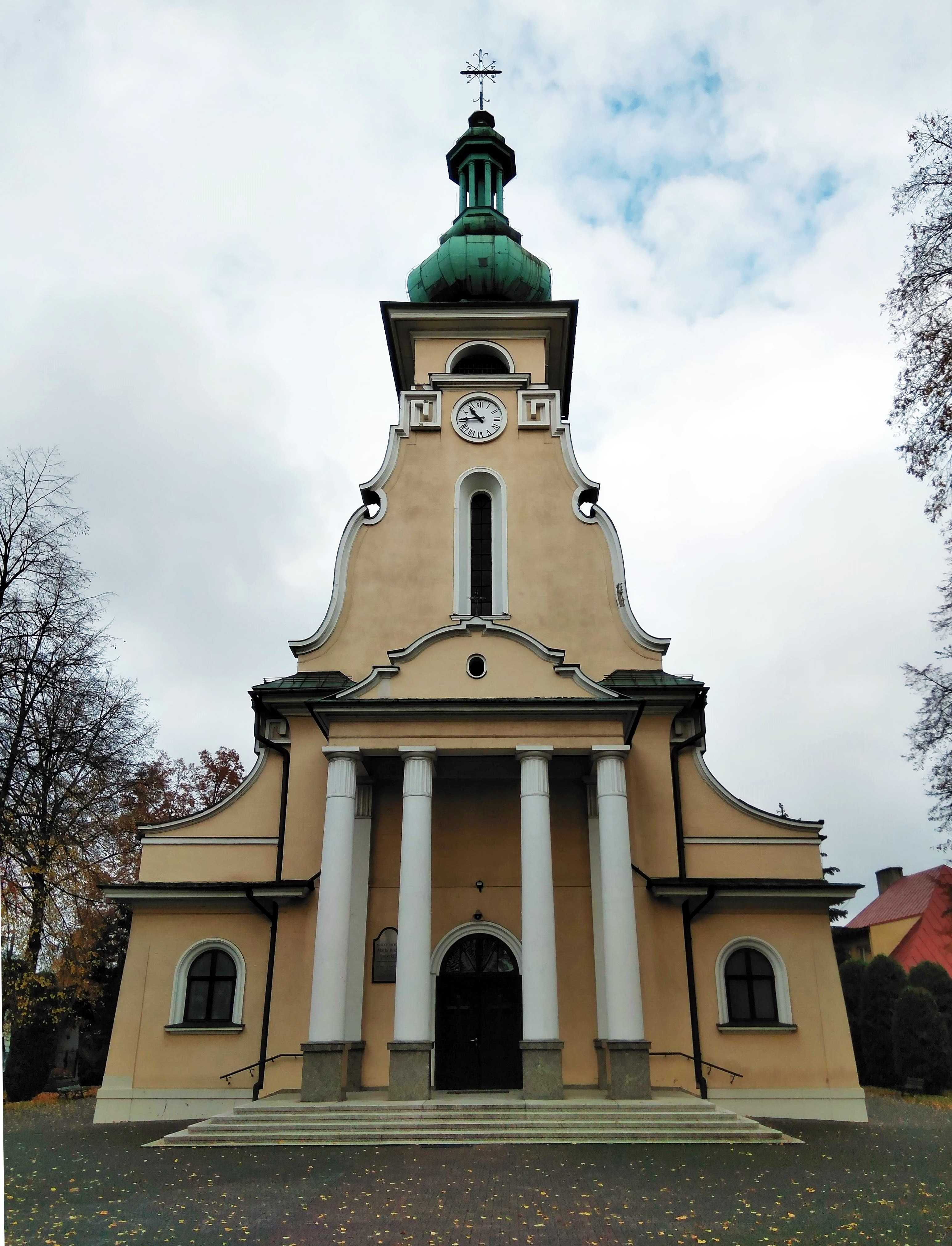
Katolický kostel

Stěžejní událostí v dějinách Chyb 19. století bylo zprovoznění v roce 1855 vlakové stanice na Severní dráze císaře Ferdinanda, hlavní tratí spojující Vídeň přes východní i severní Moravu a Slezsko s Krakovem a Haličí. V roce 1884 se Těšínská komora rozhodla postavit v obci cukrovar. Po dalších více než sto let zaměstnávaly většinu obyvatelstva právě železnice a cukrovarské závody.
Na sklonku 19. století se obec Chyby formálně skládala se dvou částí: Chyby Ves (v jejích hranicích Tarlisko a Chodniczny) a Neuteich (nový rybník) s Beňovcem. Kromě toho existovaly okrajové osady Żabiniec (kolem stejnojmenného rybníka) a Zowiść (Zawisti). Podle sčítání lidu z roku 1900 žilo v Chybech 1 231 obyvatel. 73,8 % uvedlo jako obcovací řeč polštinu (včetně těšínského nářečí), 16,7 % němčinu a 5,1 % češtinu. 89 % se hlásilo ke katolictví, 3,5 % k evangelické církvi a 4,7 % k judaismu.
Po rozdělení Těšínska v roce 1920 se Chyby ocitly na polské straně hranice a byly připojeny k autonomnímu slezskému vojvodství.
V letech 1911 až 1925 existovala úzkorozchodná lokálka (resp. meziměstská tramvaj) spojující nádraží v Chybech s blízkou Strumení a tamní cihelnou (městečko totiž nebylo tehdy na železniční síť vůbec napojeno). Lokálka byla zrušena poté, co vznikla nová železniční trať Chyby – Strumeň – Slezské Pavlovice. Její výstavba souvisela s rozdělením Těšína a snahou zkrátit cestu mezi polským Těšínem a novým správním centrem – Katovicemi. V meziválečné době byla vznikla též trať Chyby – Skočov – Visla, což z vesnice učinilo regionální železniční uzel.
Po německém útoku na Polsko v září 1939 se Chyby spolu s celým polským Slezskem staly součástí Třetí říše. V zimě 1945 zde probíhaly urputné boje mezi Wehrmachtem a Rudou armádou. Samotná vesnice byla obsazena 11. února během tzv. strumeňské bitvy, později se však fronta až do dubna zastavila hned za Strumení a Drahomyšlí.

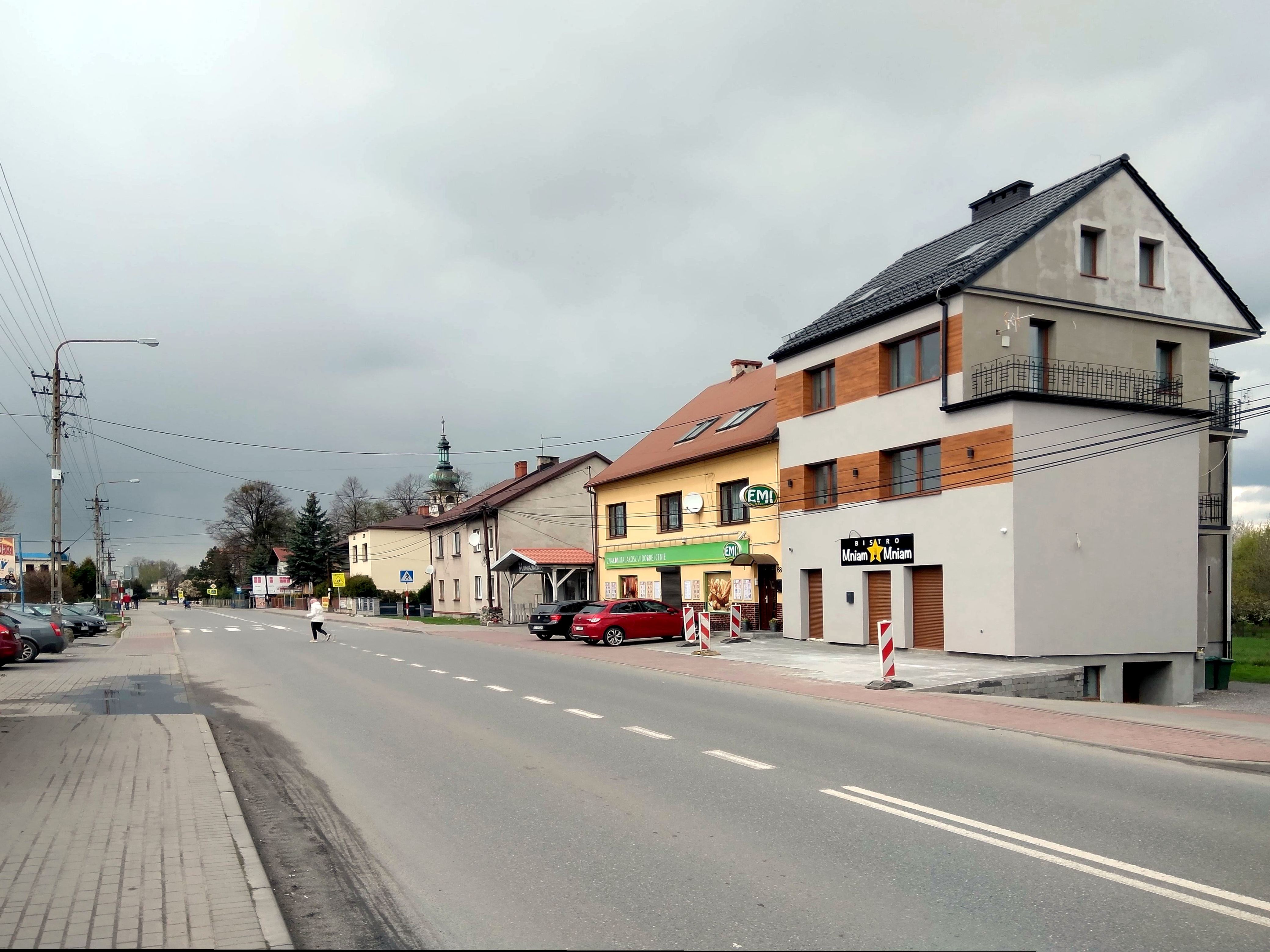
Ulice Bielska

11. prosince 1945 vytvořily Chyby spolu s Mnichem, Frelichovem, Zábořím a Záříčím dodnes existující gminu (správní obec). Mezi lety 1975 až 1998 patřily k Bílskému vojvodství.
V roce 1955 byla na Visle postavena Goczałkowická přehrada. Vzniklá nádrž zaplavila část Frelichova a Záříčí.

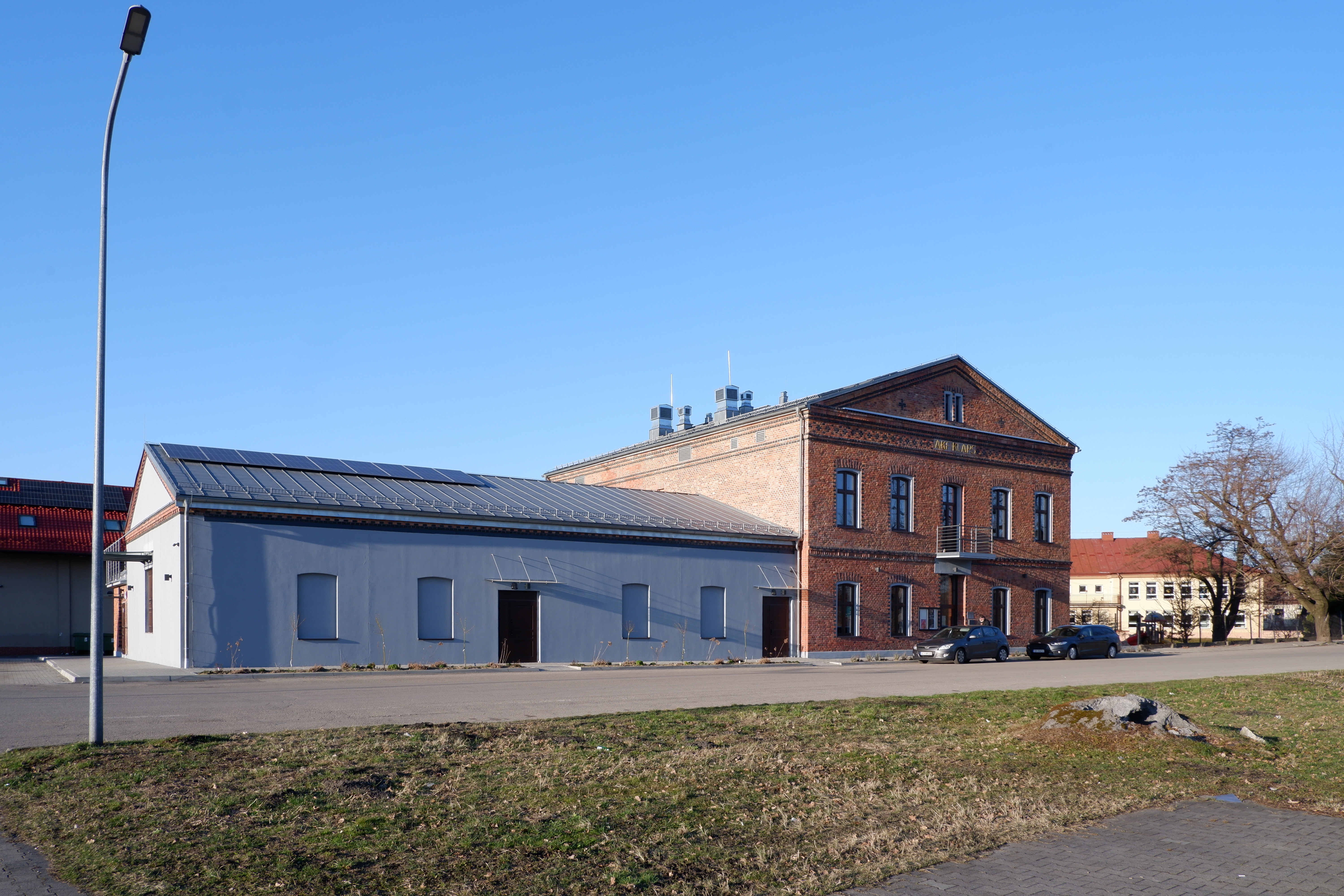
Sídlo Amaterského filmového klubu Klaps

V roce 1969 založil místní rodák Franciszek Dzida Amatérský filmový klub Klaps. Natočil několik desítek filmů a získal přes 60 cen a vyznamenání, mj. Zlatou medaili Mezinárodní unie nezávislého filmu UNICA. Dzidův příběh se stal námětem filmu Krzysztofa Kieślowského Amator (Amatér). S Chyb také pocházel známý polský herec Henryk Machalica (1930-2003).
V roce 2009 byl chybský cukrovar uzavřen novým soukromým majitelem Südzucker AG, který výrobu přenesl do Polské Cerekve na Ratibořsku. Taktéž byl železniční provoz v počátcích 21. století výrazně utlumen a na trati do Strumeně v letech 2004 až 2018 dokonce úplně zastaven.